# Alberto Di Stasio
Alberto Di Stasio (n. 26 mai 1950, Napoli, Italia) este un actor și regizor italian.

## Biografie
Născut într-o familie de cântăreți de operă, a studiat la Accademia d'arte drammatica Silvio d'Amico din Roma. A lucrat ca actor cu mari regizori de teatru italian, alternând spectacolele de teatru tradițional cu spectacolele de teatru experimental ale școlii romane. Ca regizor a participat la festivaluri naționale și internaționale, a pus în scenă piese ale unor autori contemporani, cum ar fi Mishima, Pinter sau Muller. A fost director artistic al Teatrului Trianon din Roma. A colaborat din 1997 la Università degli Studi Roma Tre, în cadrul departamentului de literatură comparată.
El a jucat în serialul de televiziune Boris și în filmul făcut după el, Boris - Il film, regizat de Luca Vendruscolo, James Ciarrapico și Mattia Torre, unde a interpretat rolul Sergio Vannucci.

## Filmografie

### Filme de cinema
- Mamma Ebe, regie: Carlo Lizzani (1985)
- La signora della notte, regie: Piero Schivazappa (1986)
- Il mostro di Firenze, regie: Cesare Ferrario (1986)
- Diavolo in corpo, regie: Marco Bellocchio (1986)
- Festival, regie: Pupi Avati (1996)
- Elvjs e Merilijn, regie: Armando Manni (1998)
- Femmina, regie: Giuseppe Ferlito (1998)
- Mio figlio ha 70 anni, regie: Giorgio Capitani - film TV (1999)
- Mozart è un assassino, regie: Sergio Martino (1999)
- Heaven, regie: Tom Tykwer (2002)
- L'inverno, regie: Nina Di Majo (2002)
- Per sempre, regie: Alessandro Di Robilant (2003)
- Vaniglia e cioccolato, regie: Ciro Ippolito (2004)
- Taxi Lovers, regie: Luigi Di Fiore (2005)
- Boris - Il film, regie: Giacomo Ciarrapico, Mattia Torre și Luca Vendruscolo (2011)
- Pecore in erba, regie: Alberto Caviglia (2015)
- Il tuttofare, regie: Valerio Attanasio (2018)

### Filme de televiziune
- La piovra 2, regie: Florestano Vancini - serial TV, episoadele 2 și 3 (1987)
- Lo scialo, serial TV (1988)
- Quel treno per Vienna, regie: Duccio Tessari - film TV (1988)
- Classe di ferro, regia Bruno Corbucci - serial TV - episoadele 2, 8, 9 și 10 (1989)
- Il colore della vittoria, regie: Vittorio De Sisti - film TV (1990)
- La ragnatela, regie: Alessandro Cane - miniserial TV (1991)
- La ragnatela 2, regie: Alessandro Cane - miniserial TV (1993)
- L'avvocato Porta, regie: Franco Giraldi - serial TV (1997-2000)
- S.P.Q.R., regie: Claudio Risi - serial TV - episodul 7 (1998)
- Cuore di donna, regie: Franco Bernini - film TV (2002)
- Le cinque giornate di Milano, regie: Carlo Lizzani - miniserial TV (2004)
- Papa Luciani - Il sorriso di Dio, regie: Giorgio Capitani - film TV (2006)
- Boris, regie: Giacomo Ciarrapico, Mattia Torre și Luca Vendruscolo - serial TV (2007-2010)
- Rex 3 - serial TV - 1 episod (2011)